# 佐伯成美
佐伯 成美（さえき なるみ、1975年5月11日 - ）は、日本の女優である。1995年（平成7年）のミス・ユニバース日本代表としても知られる。

## 人物

### ミス・ユニバース
埼玉県久喜市出身。演劇集団『円』、さらに芸能プロダクション、太田プロに所属し、小出 華津（こいで かず）の名前で芸能活動を行った。佐伯は、1995年（平成7年）5月にナミビアの首都ウィントフックで行われたミス・ユニバース1995世界大会に日本代表として出場した。結果は無冠であったが、佐伯はミス・ユニバース日本大会が休止となる以前における最後の日本代表となった。当時は戸板女子短期大学の学生であった。
この大会の日本での放送を最後に、長年にわたってミス・ユニバース日本大会を運営してきた朝日放送は同事業から撤退した。

### 女優
女優としては、2000年（平成12年）に公開された映画、『富江 replay』のほか、ビデオ映画 『極道の妻たち 死んで貰います!』（1999年）、『極道の妻たち 赤い殺意』(1999年3月6日 室井亜紀役）、テレビドラマ 『女難記者・浦上伸介特ダネ事件ファイル2』（テレビ東京、2002年）、同 『ショムニFINAL』（フジテレビ、2002年）、同 『特命係長 只野仁』（テレビ朝日）などへの出演歴がある。
また、後年には2003年（平成15年）10月に放送されたTBSテレビの企画、『叶姉妹2世 （叶姉妹2世ファビュラス・ビューティーコンテスト）』に参加して優勝している。さらに、同年に公開された日本映画『オールナイトロング イニシャルO』に出演した。